# Raymond Vieussens

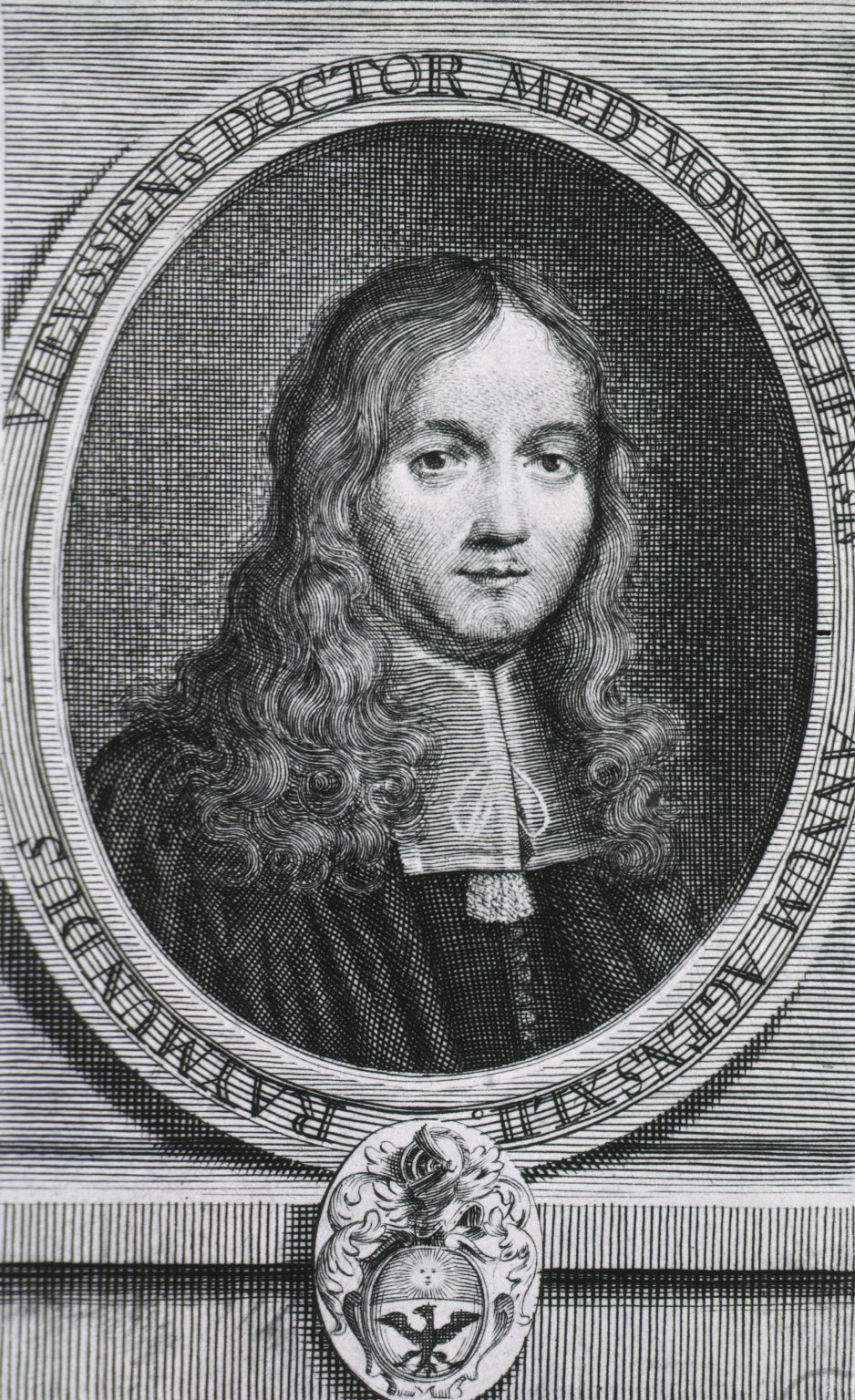
Raymond Vieussens

Raymond de Vieussens (ur. ±1635 w Vieussens, zm. 16 sierpnia 1715) – francuski lekarz i anatom.
Studiował medycynę na Uniwersytecie Montpellier, doktorem medycyny został w 1670. Następnie był lekarzem w Hôtel Dieu Saint-Eloi w Montpellier.
Zajmował się przede wszystkim anatomią serca i układu nerwowego. Opisane przez niego struktury anatomiczne dawniej były określane na jego cześć odpowiednimi eponimami, takimi jak środek półowalny Vieussensa, zastawka Vieussensa, żyły Vieussensa, pętla Vieussensa, pierścień Vieussensa, rąbek Vieussensa. Był autorem dzieła neuroanatomicznego Neurographia universalis, ilustrowanego doskonałymi miedziorytami. Był autorem jednego z pierwszych opisów objawów zwężenia zastawki mitralnej.

## Prace
- Neurographia universalis (1684)
- Vieussens's Tractatus duo (1688)
- Epistola de sanguinis humani (1698)
- Deux dissertations (1698)
- Novum vasorum corporis humani systema (1705)
- Dissertatio anatomica de structura et usu uteri ac placentae muliebris (1712)
- Traité nouveau de la structure de l'oreille (1714)
- Traité nouveau des liqueurs du corps humain (1715)
- Traité nouveau de la structure et des causes du mouvement naturel du coeur (1715)